# KBS 뉴스 7 (KBS 2TV)
《KBS 뉴스 7》은 평일 저녁 7시에 KBS 2TV로 방송되었던 한국방송공사의 메인뉴스 프로그램이다.

## 기획 의도 / 개요
- 그날의 주요 뉴스와, 사건사고, 정치, 경제, 문화, 스포츠, 이시각 세계, 출동현장, 초점, 이 사람, 지역 네트워크, 월드 7, 증권소식, 중계차 연결을 전해드리는 한국방송공사의 메인뉴스 프로그램이다.
- NEXT, 앵커의 멘트로는 KBS 뉴스 세븐, 방송 외적으로는 KBS 뉴스네트워크, 뉴스투데이로 표현되었다.

## 구성
- 주요뉴스
- 이시각 세계
- 뉴스 7 출동
- 초점
- 앵커가 만난 이 사람
- 네트워크
- 월드 7
- 주요경제지표
- 날씨
- 클로징

## 앵커
- 민경욱 (남) - KBS의 前 기자, 現 자유한국당 의원
- 황정민 (여) - KBS의 공채 19기 아나운서[2][3]

### 역대 앵커

#### 남성
| 역대 | 진행자             | 진행 기간                          | 비고  |
| ---- | ------------------ | ---------------------------------- | ----- |
| 1대  | 김근복 前 아나운서 | 1987년 3월 2일 ~ 1988년 2월 25일   |       |
| 2대  | 손석기 前 아나운서 | 1988년 2월 29일 ~ 1989년 10월 1일  |       |
| 3대  | 이윤성 前 기자     | 1993년 5월 3일 ~ 1993년 7월 2일    |       |
| 4대  | 김광일 前 기자     | 1993년 7월 5일 ~ 1994년 2월 18일   |       |
| 5대  | 김종진 前 기자     | 1994년 2월 21일 ~ 1994년 10월 7일  |       |
| 6대  | 김종진 前 기자     | 1997년 3월 3일 ~ 1997년 10월 17일  | [ 4 ] |
| 7대  | 박선규 前 기자     | 1997년 11월 24일 ~ 1998년 10월 9일 |       |
| 8대  | 이광출 前 기자     | 1998년 10월 12일 ~ 1999년 8월 20일 |       |
| 9대  | 김진수 해설위원    | 1999년 8월 23일 ~ 2001년 11월 2일  | [ 5 ] |
| 10대 | 민경욱 前 기자     | 2001년 11월 5일 ~ 2002년 10월 25일 | [ 7 ] |

#### 여성
| 역대 | 진행자             | 진행 기간                          | 비고          |
| ---- | ------------------ | ---------------------------------- | ------------- |
| 1대  | 윤영미 前 아나운서 | 1989년 10월 5일 ~ 1991년 5월 17일  |               |
| 2대  | 이규원 前 아나운서 | 1993년 5월 3일 ~ 1993년 7월 2일    |               |
| 3대  | 공정민 前 아나운서 | 1993년 10월 18일 ~ 1994년 2월 18일 |               |
| 4대  | 황현정 前 아나운서 | 1994년 2월 21일 ~ 1994년 10월 7일  |               |
| 5대  | 이규원 前 아나운서 | 1994년 10월 10일 ~ 1996년 3월 1일  | [ 8 ]         |
| 6대  | 유정아 前 아나운서 | 1996년 3월 4일 ~ 1997년 2월 28일   |               |
| 7대  | 황현정 前 아나운서 | 1997년 3월 3일 ~ 1997년 11월 21일  | [ 9 ]         |
| 8대  | 황정민 前 아나운서 | 1997년 11월 24일 ~ 1998년 1월 2일  |               |
| 9대  | 황유선 前 아나운서 | 1998년 1월 5일 ~ 1998년 10월 9일   |               |
| 10대 | 이한숙 前 아나운서 | 1998년 10월 12일 ~ 1999년 4월 30일 |               |
| 11대 | 황정민 前 아나운서 | 1999년 5월 3일 ~ 2001년 4월 27일   | [ 10 ] [ 11 ] |
| 12대 | 손미나 前 아나운서 | 2001년 4월 30일 ~ 2001년 11월 2일  |               |
| 13대 | 황정민 前 아나운서 | 2001년 11월 5일 ~ 2002년 10월 25일 | [ 13 ] [ 14 ] |

## 제공 시보
- 2001년 11월 5일 ~ 2001년 11월 9일 : KBS 2TV 저녁 7시 시보
- 2001년 11월 12일 ~ 2002년 10월 25일 : 삼성카드

## 타이틀 변천사

### 1TV 저녁 7시 뉴스
| 역대 (대수) | 타이틀              | 진행 기간                                                           |
| ----------- | ------------------- | ------------------------------------------------------------------- |
| 1대         | KBS 뉴스            | 1965년 4월 5일 ~ 1965년 7월 9일 1967년 10월 30일 ~ 1968년 10월 11일 |
| 2대         | KBS 뉴스와 일기해설 | 1970년 4월 13일 ~ 1971년 10월 8일                                   |
| 3대         | KBS 오늘의 뉴스     | 1971년 10월 11일 ~ 1977년 4월 3일                                   |
| 4대         | KBS 뉴스            | 1977년 4월 4일 ~ 1981년 1월 30일                                    |
| 5대         | KBS 7시 뉴스        | 1981년 9월 7일 ~ 1982년 9월 17일                                    |
| 6대         | KBS 뉴스            | 1982년 9월 20일 ~ 1984년 10월 26일                                  |
| 7대         | KBS 뉴스센터        | 1984년 10월 29일 ~ 1985년 11월 1일                                  |
| 8대         | KBS 7시 뉴스        | 1986년 11월 3일 ~ 1987년 2월 27일                                   |
| 9대         | KBS 전국 7시 뉴스   | 1987년 3월 2일 ~ 1988년 4월 29일                                    |
| 10대        | 와이드 정보 700     | 1988년 5월 2일 ~ 1989년 3월 3일                                     |
| 11대        | KBS 저녁뉴스        | 1989년 3월 6일 ~ 1993년 10월 15일                                   |
| 12대        | KBS 뉴스네트워크    | 1993년 10월 18일 ~ 2001년 11월 2일                                  |
| 13대        | KBS 뉴스 7          | 2001년 11월 5일 ~ 2002년 10월 25일                                  |

### 2TV 메인뉴스
| 역대 (대수) | 타이틀           | 방송 기간                           |
| ----------- | ---------------- | ----------------------------------- |
| 1대         | KBS 8시 뉴스     | 1980년 12월 1일 ~ 1981년 2월 1일    |
| 2대         | KBS 7시 뉴스     | 1981년 2월 2일 ~ 1981년 4월 3일     |
| 3대         | KBS 뉴스         | 1981년 4월 6일 ~ 1982년 9월 17일    |
| 4대         | KBS 뉴스쇼       | 1982년 9월 20일 ~ 1983년 3월 25일   |
| 5대         | KBS 2TV 뉴스센터 | 1987년 3월 2일 ~ 1989년 10월 1일    |
| 6대         | KBS 2TV 뉴스     | 1989년 10월 5일 ~ 1993년 4월 30일   |
| 7대         | KBS 뉴스쇼       | 1993년 5월 3일 ~ 1994년 2월 18일    |
| 8대         | KBS 뉴스비전     | 1994년 2월 21일 ~ 1997년 2월 28일   |
| 9대         | 8시 뉴스파노라마 | 1997년 3월 3일 ~ 1997년 10월 17일   |
| 10대        | KBS 뉴스 8       | 1997년 10월 20일 ~ 1997년 11월 21일 |
| 11대        | KBS 뉴스파노라마 | 1997년 11월 24일 ~ 1998년 10월 9일  |
| 12대        | KBS 뉴스 8       | 1998년 10월 12일 ~ 1999년 4월 30일  |
| 13대        | 뉴스투데이       | 1999년 5월 3일 ~ 2001년 11월 2일    |
| 14대        | KBS 뉴스 7       | 2001년 11월 5일 ~ 2002년 10월 25일  |